# 日岡陵古墳
日岡陵古墳（ひおかりょうこふん）は、兵庫県加古川市加古川町大野にある古墳。形状は前方後円墳。日岡山古墳群を構成する古墳の1つ。
実際の被葬者は明らかでないが、宮内庁により「日岡陵（ひのおかのみささぎ）」として第12代景行天皇皇后の播磨稲日大郎姫命（はりまのいなびのおおいらつめのみこと）の陵に治定されている。名称は「日岡御陵（ひおかごりょう）」や「褶墓（ひれはか、ひれ墓）」とも。

## 概要
兵庫県南部、加古川東岸の印南野台地北縁の日岡山山頂に築造された古墳である。1928年（昭和3年）の旧宮内省による実測図が残るほか、2011年（平成23年）には宮内庁書陵部により墳丘測量調査が実施されている。
墳形は前方後円形で、前方部を南西方向に向け、ほぼ完全に遺存する。ただし、元々は円墳であって明治の修陵により前方後円形に改められたとする説、およびその一方で改変は受けていないとする説が挙げられていたが、2011年（平成23年）の測量調査によれば当初より前方後円墳としての築造と見られる。段築の有無は不明（無段または幅の狭いテラス面か）。墳丘外表では葺石・埴輪片・土師器片が採集されている。
築造時期は、古墳時代前期の4世紀代と推定され、日岡山古墳群のうちでは最古に位置づけられる。被葬者は考古学的には明らかでないが、『播磨国風土記』では景行天皇妃の印南別嬢（いなみのわきいらつめ）の「褶墓（ひれはか）」に関する伝承が見えることから、現在では宮内庁により同天皇皇后の播磨稲日大郎姫命の陵に治定されている。

## 墳丘
墳丘の規模は次の通り。
- 墳丘長：約80メートル
- 後円部
  - 直径：約45メートル
  - 高さ：約7.5ートル
- 前方部
  - 幅：約33メートル
  - 高さ：約5メートル
- くびれ部
  - 高さ：約4メートル

## 被葬者
日岡陵古墳の実際の被葬者は明らかでないが、宮内庁では第12代景行天皇皇后の播磨稲日大郎姫命（はりまのいなびのおおいらつめのみこと）の墓に治定している。播磨稲日大郎姫命は、『日本書紀』では「播磨稲日大郎姫」や「播磨太郎姫」、『古事記』では「針間之伊那毘能大郎女」と見えるほか、『播磨国風土記』に見える「印南別嬢（いなみのわきいらつめ）」も同一人物とする説がある。いずれにも見える「いなび（いなみ）」は播磨の地名（播磨国印南郡）に由来する。
播磨稲日大郎姫命について、『日本書紀』では景行天皇52年5月4日に薨じたとするが、『日本書紀』『古事記』や『延喜式』諸陵寮では葬所の記載はない。一方『播磨国風土記』賀古郡条によれば、印南別嬢が薨じた際に日岡に墓を作ったが、別嬢の遺骸を船に載せて印南川（加古川）を渡ろうとした時につむじ風に巻き込まれ、遺骸は川中に没した。そして、ただ匣（くしげ：化粧道具箱）と褶（ひれ：首に掛ける布）が見つかるのみであったので、これらを墓に葬って「褶墓（ひれはか）」と名付けた、という。本古墳がその褶墓になると伝承されていたことから、印南別嬢と播磨稲日大郎姫命を同一人物と見て1883年（明治16年）に播磨稲日大郎姫命の陵に治定され、1885年（明治18年）に陵域を定めるとともに修陵され、1895年（明治28年）に陵号が「日岡陵」と定められた。

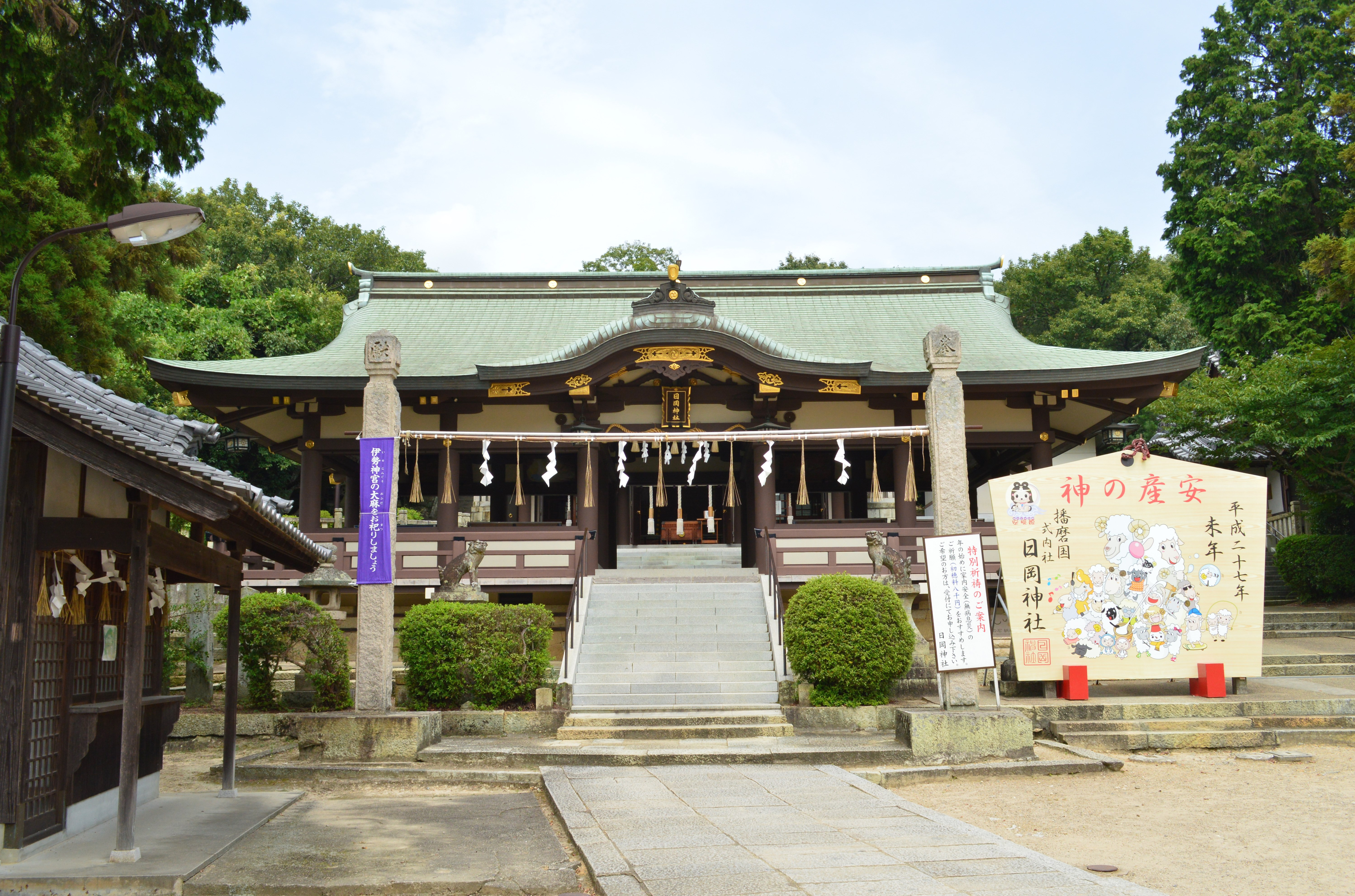
日岡神社

なお、日岡山南麓には延喜式内社の日岡神社が鎮座し、その社伝では播磨稲日大郎姫命の日本武尊らの出産の際に天伊佐佐比古命（日岡神社祭神）が安産祈願をしたと伝えている。